# Ordinul Ospitalierilor
Ordinul Ospitalierilor, cunoscut și ca Ospitalieri, Cavalerii Ospitalieri, Cavalerii Sfântului Ioan și Ordinul Sfântului Ioan, a fost unul dintre cele mai renumite ordine militare creștine occidentale din timpul Evului Mediu. În secolul al XVI-lea, Ordinul Ospitalierilor a devenit Ordinul Cavalerilor de Malta.
Creat de călugărul benedictin Gerardo de Sasso, ordinul s-a ocupat la început de îngrijirea bolnavilor din zona Ierusalimului.
Odată cu venirea la conducerea ordinului în anul 1120 a lui Raymond de Puy (1083-1160), devine un ordin cu caracter militar ce își asumă protejarea pelerinilor sosiți în Regatul Latin al Ierusalimului. Totodată, începe să fie cunoscut sub denumirea de „Ordinul Sfântului Ioan de Ierusalim”.
Papa Pascal al II-lea a emis în 1113 o bulă papală prin care ordinul a fost declarat independent de orice autoritate statală cunoscută, devenind astfel o structură supranațională.
Asemenea Templierilor, Ioaniții sunt alungați de către musulmani în 1187 din Ierusalim, refugiindu-se în primă instanță la Acra.
Alungați și de aici în 1291, se retrag provizoriu în Cipru, pentru a ajunge apoi în insula Rhodos.
În 1523 sunt expulzați din Rhodos de către sultanul otoman Soliman I, iar 7 ani mai târziu, cu aprobarea papei Clement al VII-lea, împăratul Carol Quintul le acordă spre stăpânire Insula Malta.
Astfel începe o nouă etapă în istoria Ordinului Ospitalierilor, cunoscuți după această dată ca Ordinul Cavalerilor de Malta.